# La Défense

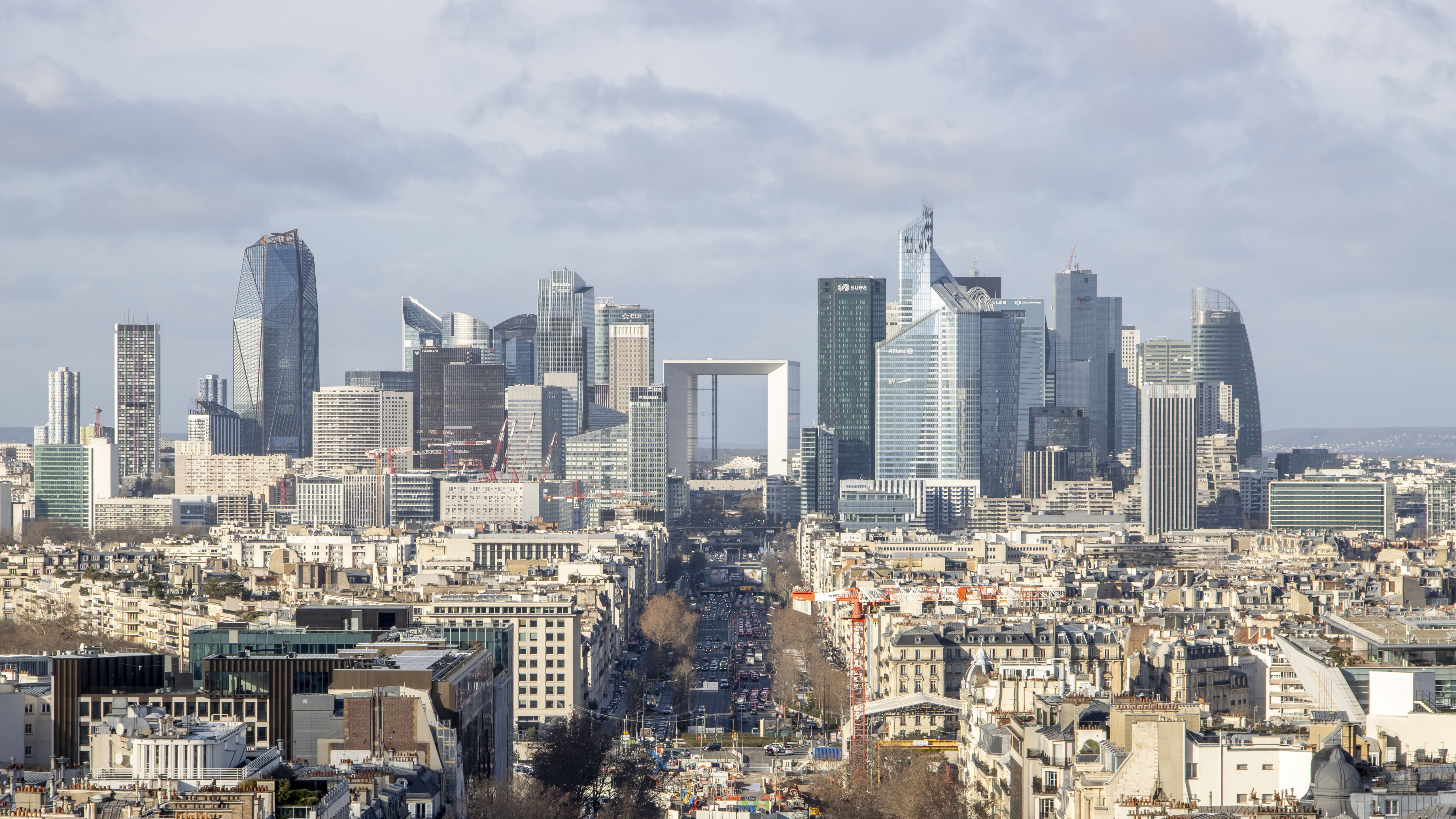
A La Défense a Champs-Élysées végében

A La Défense Párizs egyik fontos, a történelmi városmagtól nyugatra elterülő üzleti központja, közigazgatásilag azonban nem része. A francia főváros Neuilly-sur-Seine negyedével határos területen a Hauts-de-Seine megyében elhelyezkedő Nanterre, Courbevoie és Puteaux osztozik. A negyed a legnyugatibb pontja Párizs 10 km hosszú történelmi, kiemelkedő jelentőségű épületekkel, és emlékművekkel jelölt útvonalának, az Axe historique-nak. Az útvonal a történelmi városmagtól, a Louvre-tól indul, majd a Champs-Élysées-n végighaladva éri el a Défense negyedet, a Diadalív érintésével.
Az útvonal végében található, mintegy 100 m magas Grande Arche, hatalmas előtere körül elterülő épületek közül számos Párizs legmagasabbjai közé tartozik. A 31,4 hektáros területen fekvő 72 üveg-acél épület - köztük 14 db 150 méternél magasabb - 3,5 millió négyzetméternyi irodájában naponta mintegy 150 000 ember dolgozik, ezzel a La Défense Európa legnagyobb üzleti negyedének számít.

## Története

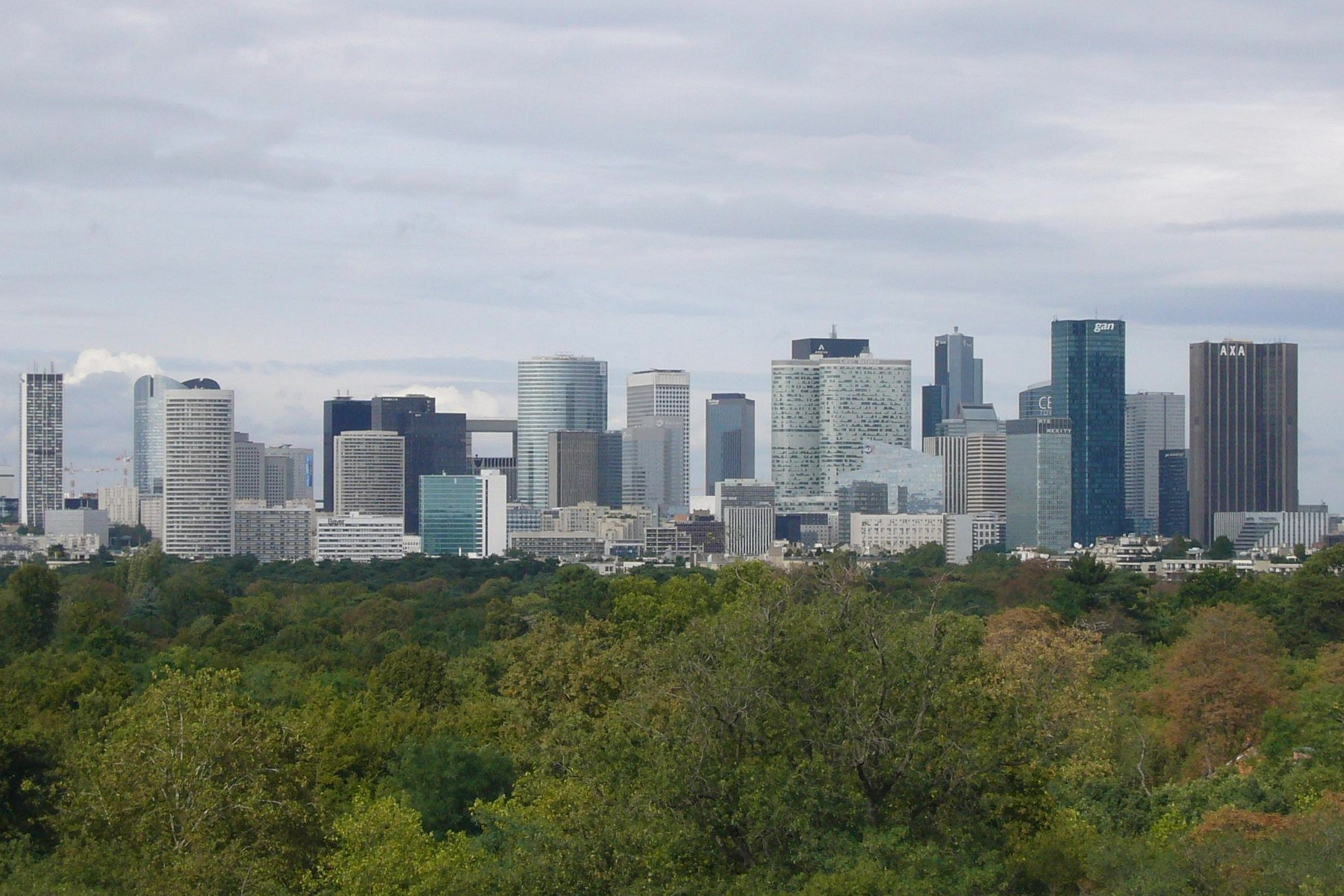
A Défense-negyed látképe a Boulogne-i erdő felől

A terület a nevét egy szobor, a La Défense de Paris (Párizs védője) után kapta, ami 1883-ban épült, megemlékezve a katonákról, akik Párizst védték a porosz–francia háború ideje alatt. Az elnevezés a látogatókat rendszeresen megtéveszti, gyakran feltételezik, hogy ez valami fajta katonai terület, vagy intézmény.
A terület átalakítása 1958 szeptemberében kezdődött, ekkor hozta létre a francia állam a La Défense felépítését és benépesítését irányító szervezetet, az EPAD-ot. (teljes, francia nevén: Établissement public pour l'aménagement de la région de la Défense) A terület néhány év múlva elkezdett átépülni, a korábban ottlevő gyárak, viskók, és farmok helyére új épületek kerültek. 1958-ban adták át a CNIT épületét (Centre des nouvelles industries et technologies), az első irodaépület, az Esso Tower pedig 1963-ra készült el. Az ekkor elkészült, első generációs épületek megjelenésileg hasonlók voltak, magasságuk pedig nem lépte át a 100 métert. Az első irodákat tartalmazó toronyépület, a Nobel Tower 1966-ra készült el.
A 70-es évek elején, a fellépő nagy igény hatására az épületek második generációja is kezdett megjelenni, a gazdasági válság következtében azonban 1973-ban majdnem az összes építkezés leállt a területen. A 80-as évek elején a terület beépítése új lendületet kapott, elkezdtek megjelenni a harmadik generációs épületek is. 1981-ben itt épült fel Európa akkori legnagyobb bevásárlóközpontja, a Quatre Temps. 1982-ben, a még mindig a területet menedzselő EPAD  Tête Défense (Défense feje) néven egy új épület megvalósítására írt ki pályázatot, mely megfelelően tudja lezárni a Axe historique vonalát. Ennek eredményeképp született meg a Grande Arche a terület nyugati végében, mely kapuszerű kialakításával jelképesen igazodik a Diadalívhez, és a Carrousel téren álló párjához. Ugyanebben az időszakban felépültek az első hotelek a területen, felújították a CNIT épületét, 1992-ben pedig a párizsi metró 1-es vonala is kiépült a Grande Arche-ig.
A 90-es évek közepén tapasztalt stagnálás után a közelmúltban ismét jelentős új fejlesztések kezdődtek a területen.
A területen levő épületek számos cég választotta központjául, többek között a SFR, a Société Générale, a Total, az Sanofi, és az ArcelorMittal. A negyed legmagasabb, 1974-ben épült, majd 2011-ben átépítése során új szintekkel bővült felhőkarcolója a 231 m magas Tour First.  (Párizs legmagasabb építménye továbbra is az Eiffel-torony.)

## Egy új korszak: "La Défense 2006-2015"
2005 decemberében az EPAD új, ambiciózus kilencéves tervet jelentett be a terület fejlesztésére. A "La Defense 2006-2015" projektnevet viselő elképzelés főbb elmei a következők:
- a meglévő tornyok felújítása, renoválása
- a régebbi tornyok helyén 850 000 m²-nyi új iroda kiépítése
- 110 000 m²-nyi új lakás kialakítása
- a közösségi területek újragondolása, felújítása
- az elérhetőségek javítása, a kapcsolódó villamos, és RER vonalak meghosszabbítása, Orly, és a Charles de Gaulle repterek felé közvetlen vasúti elérés biztosítása

A projekt egyik kulcseleme olyan felhőkarcolók építésének engedélyezése, melyek az eddigieknél jóval magasabb, mintegy 300-320 méteresek lehetnek. A Párizs látképét meghatározó új felhőkarcolók közé fog tartozni pl. a Tour des Jardins de l'Arche, a Tours Sisters, vagy a Jean Nouvel tervezte Tour Hekla.
Velük párhuzamosan több, a mai magassági átlagba belesimuló felhőkarcoló épül, mint pl. a 2008-ban átadandó Tour Granite, vagy a Tour T1.

## A terület számokban
- 12 szektor 160 hektáron
- 3,5 millió m² iroda
- 1500 munkaadó (köztük a 20 legnagyobb francia vállalatból 14, a világon legnagyobb 50 vállalatból 15)
- 150 000 munkavállaló
- 20 000 lakos
- 210 000 m²-nyi üzlet, köztük a Quatre Temps, mely a kontinentális Európa legnagyobb ilyen jellegű létesítménye
- 2 600 hotelszoba
- 310 000 m² gyalogosfelület
- 110 000 m² park
- 60 modern, köztéri szobor és emlékmű

## Felhőkarcolók
| Sorszám | Név                               | Építés éve | Használat       | Magasság | Magasság | Emeletek száma | Önkormányzat |
| Sorszám | Név                               | Építés éve | Használat       | méter    | láb      | Emeletek száma | Önkormányzat |
| 1       | Tour First                        | 1974/2011  | irodák          | 231      | 758      | 50             | Courbevoie   |
| 2       | Tour Majunga                      | 2014       | irodák          | 194      | 636      | 47             | Puteaux      |
| 3       | Tour Total                        | 1985       | irodák          | 187      | 614      | 48             | Courbevoie   |
| 4       | Tour T1                           | 2008       | irodák          | 185      | 610      | 37             | Courbevoie   |
| 5       | Tour Areva                        | 1974       | irodák          | 184      | 607      | 44             | Courbevoie   |
| 6       | Tour Granite                      | 2008       | irodák          | 183      | 603      | 37             | Nanterre     |
| 7       | Tour CB21                         | 1974       | irodák          | 179      | 587      | 44             | Courbevoie   |
| 8       | Tour Alicante (Société Générale)  | 1995       | irodák          | 167      | 548      | 37             | Nanterre     |
| 8       | Tour Chassagne (Société Générale) | 1995       | irodák          | 167      | 548      | 37             | Nanterre     |
| 10      | Tour EDF                          | 2001       | irodák          | 165      | 541      | 41             | Puteaux      |
| 11      | Cœur Défense                      | 2001       | irodák          | 161      | 528      | 40             | Courbevoie   |
| 12      | Tour Alto                         | 2020       | irodák          | 160      | 524      | 38             | Courbevoie   |
| 13      | Tour Adria (Technip)              | 2002       | irodák          | 155      | 509      | 40             | Courbevoie   |
| 13      | Tour Égée                         | 1999       | irodák          | 155      | 509      | 40             | Courbevoie   |
| 15      | Tour Ariane                       | 1975       | irodák          | 152      | 499      | 36             | Puteaux      |
| 16      | Tour CBX                          | 2005       | irodák          | 142      | 466      | 36             | Courbevoie   |
| 17      | Tour Défense 2000                 | 1974       | lakóház         | 136      | 446      | 46             | Puteaux      |
| 18      | Tour Europlaza                    | 1995       | irodák          | 135      | 443      | 31             | Courbevoie   |
| 19      | Tour Eqho                         | 1988       | irodák          | 130      | 427      | 40             | Courbevoie   |
| 20      | Tour Les Poissons                 | 1970       | vegyes          | 128      | 420      | 42             | Courbevoie   |
| 21      | Tour France                       | 1973       | lakóház         | 126      | 413      | 40             | Puteaux      |
| 22      | Tour Franklin                     | 1972       | irodák          | 120      | 394      | 33             | Puteaux      |
| 23      | Tour Sequoia (Bull, Cegetel, SFR) | 1990       | irodák          | 119      | 390      | 33             | Puteaux      |
| 23      | Tour W                            | 1973       | irodák          | 119      | 390      | 33             | Puteaux      |
| 25      | Tour Michelet (Total)             | 1985       | irodák          | 117      | 384      | 34             | Puteaux      |
| 25      | Tour CB16                         | 2003       | irodák          | 117      | 384      | 32             | Courbevoie   |
| 27      | Tour Neptune                      | 1972       | irodák          | 113      | 371      | 28             | Courbevoie   |
| 27      | Préfecture des Hauts-de-Seine     | 1974       | irodák          | 113      | 371      | 25             | Nanterre     |
| 29      | Grande Arche                      | 1989       | emlékmű, irodák | 110      | 361      | 37             | Puteaux      |
| 29      | Tour Manhattan                    | 1975       | irodák          | 110      | 361      | 32             | Courbevoie   |
| 29      | Tour Aurore                       | 1970       | irodák          | 110      | 361      | 29             | Courbevoie   |
| 32      | Tour Ève                          | 1975       | vegyes          | 109      | 358      | 30             | Puteaux      |
| 32      | Tour Initiale                     | 1967       | irodák          | 109      | 358      | 30             | Puteaux      |
| 34      | Tour Nuage 1, Tours Aillaud       | 1976       | lakóház         | 105      | 344      | 39             | Nanterre     |
| 34      | Tour Nuage 2, Tours Aillaud       | 1976       | lakóház         | 105      | 344      | 39             | Nanterre     |
| 36      | Tour Gambetta                     | 1975       | lakóház         | 104      | 341      | 37             | Courbevoie   |
| 37      | Tour Cèdre                        | 1998       | irodák          | 103      | 338      | 26             | Courbevoie   |
| 38      | Tour Opus 12                      | 1973       | irodák          | 100      | 328      | 27             | Puteaux      |
| 38      | Tour Allianz One                  | 1984       | irodák          | 100      | 328      | 25             | Puteaux      |
| 40      | Tour Europe                       | 1969       | irodák          | 99       | 325      | 28             | Courbevoie   |
| 40      | Tour Blanche                      | 1967       | irodák          | 99       | 325      | 27             | Courbevoie   |
| 42      | Tour Prisma (Tour Kvaerner)       | 1998       | irodák          | 97       | 318      | 25             | Courbevoie   |
| 43      | Tour Atlantique                   | 1970       | irodák          | 95       | 312      | 27             | Puteaux      |
| 43      | Tour Landscape                    | 1983       | irodák          | 95       | 312      | 27             | Puteaux      |
| 45      | Tour Pacific                      | 1992       | irodák          | 90       | 295      | 25             | Puteaux      |

## Tervezett felhőkarcolók
| Név                          | Használat | Magasság | Magasság | Emeletek száma | Önkormányzat            | Helyzet (2008) | Tervezett építési határidő |
| Név                          | Használat | méter    | láb      | Emeletek száma | Önkormányzat            | Helyzet (2008) | Tervezett építési határidő |
| Hermitage Plaza              | vegyes    | 323      | -        | 93             | Courbevoie vagy Puteaux | jóváhagyott    | 2024                       |
| Tour CB21                    | irodák    | 275      | 902      | 49             | Courbevoie              | jóváhagyott    | 2010                       |
| The Link                     | irodák    | 241      |          | 52             | Puteaux                 | jóváhagyott    | 2025                       |
| Tours Sisters                | irodák    | 229      | 751      | -              | Puteaux                 | jóváhagyott    | 2022                       |
| Tour Hekla                   | irodák    | 220      | 720      | -              | Puteaux                 | jóváhagyott    | 2022                       |
| Tour des Jardins de l'Arche  | irodák    | 206      |          | -              | Courbevoie              | jóváhagyott    | 2022                       |
| Tour Majunga                 | irodák    | 180      | 591      | -              | Puteaux                 | jóváhagyott    | 2014                       |
| Tour Saint-Gobain            | irodák    | 178      | -        | 44             | Courbevoie              | jóváhagyott    | 2019                       |
| Tour D2                      | irodák    | 175      | 574      | -              | Courbevoie              | jóváhagyott    | 2015                       |
| Tour Carpe Diem              | irodák    | 160      | 525      | -              | Courbevoie              | jóváhagyott    | 2013                       |
| Hôtel Meliá Paris La Défense | szálloda  | 83       | -        | 23             | Courbevoie              | jóváhagyott    | 2015                       |

## Oktatás
A La Défense egyesíti a Pôle universitaire Léonard-de-Vinci klasztert, az IA Institut, egy EPITA campus, és 4 üzleti iskolát: az EDC Paris Business School, az ESSEC Business School, az ICN Business School és a IÉSEG School of Management. Itt található a European School of Paris-La Défense, egy olyan nemzetközi általános és középiskola, amelyet 2020-ban európai iskolának akkreditáltak.

## Kapcsolódó szócikk
L’archipel épülő irodai felhőkarcoló